# Chénayim mikra véé'had targoum
 (mai 2010).
Si vous disposez d'ouvrages ou d'articles de référence ou si vous connaissez des sites web de qualité traitant du thème abordé ici, merci de compléter l'article en donnant les références utiles à sa vérifiabilité et en les liant à la section « Notes et références ».
Chénayim mikra véé'had targoum (hébreu : שניים מקרא ואחד תרגום, « deux texte (sic) et une traduction" ») est une mesure rabbinique prescrivant de lire et relire chaque semaine la section de lecture hebdomadaire dans le texte (miqra) avec sa traduction judéo-araméenne (targoum).
Selon le Choulhan Aroukh, le pratiquant doit lire, toutes les semaines, la Parasha de la semaine deux fois en hébreu et une fois en araméen, selon la traduction de Onkelos. Certains ont l'habitude d'ajouter à cela le commentaire fondamental de Rachi. Le moment le plus proprice est le vendredi matin (veille de Chabbat) après la prière de Sha'harit, étant encore vêtu du talit et des téfiline.